# Alexander Kielland
Alexander Lange Kielland, född 18 februari 1849 i Stavanger, död 6 april 1906 i Bergen, var en norsk författare och ämbetsman.

## Biografi
Kielland studerade från 1867 i Kristiania (Oslo) där tog han en juridisk ämbetsexamen 1871. Som student läste han Heinrich Heine och Søren Kierkegaard, vilka fick stor betydelse för hans stil och livsåskådning. Särskilt tog han intryck av Kierkegaards kritik av statskyrka och präster. Kielland gifte sig 1872 och inköpte samma år ett tegelbruk i Stavanger, som han skötte till 1881. Vid sidan härav tillfredsställde han sina växande litterära och kulturella intressen, studerade Charles Dickens, H.C. Andersen, brittisk filosofi och naturvetenskap. Avgörande betydelse för honom fick Georg Brandes, som med sitt krav på levande litteratur, att den skulle ställa problem under debatt, stärkte Kiellands uppfattning om diktens väsen.
Kielland kom att bli tendensdiktaren framför andra under 1880-talet i Norden. Efter en resa till Paris 1878, under vilken han träffade Edvard Brandes och Bjørnstjerne Bjørnson, debuterade han 1879 framgångsrikt med Novelletter (svensk översättning 1881), där den eleganta och kvicka stilen delvis bröt spetsen av samhällskritiken. Detsamma gäller romanen Garman & Worse (1880, svensk översättning samma år) och Nye Novelletter (1880, svensk översättning 1881). De följande romanerna hade alla en bestämd tendens, vilket ledde till att Kielland som dittills mött ett allmänt erkännande, avgjort anslöt sig till vänstern i den samtida häftiga politiska och kulturella kampen i Norge.
Kielland var samhällskritiker av stort format och hade en agenda som mycket liknade den unge August Strindbergs. Åren 1886 till 1888 bodde han i Paris.
Arbeidsfolk (1881, svensk översättning samma år) var en satir över den norska ämbetmannavärlden, Else (1882) riktade sig mot överklassens moraliska hyckleri, Skipper Worse (1882, svensk översättning samma år) en utmärkt skildring av en norsk kuststad omkring 1800 med förståelsefull skildring av haugianerna, ger skarpa hugg på statskyrkan, Gift (1883, svensk översättning samma år) är ett angrepp mot de norska latinskolornas formalism och konfirmationen, Fortuna (1884, svensk översättning samma år) uppvisar det ruttna i affärslivet, Sne (1886) är åter ett angrepp mot statskyrkan och dess män, Sankt Hans Fest (1887, svensk översättning 1888) vänder sig direkt mot Lars Oftedal, Jacob (1891) ger i skildringen av en lantlig uppkomling Kiellands avsky för samhällshyckleriet.
Även i Kiellands dramatik förhärskar samhällskritiken: For Scenen (1883) innehåller en rad små skådespel, Paa Hjemveien, Hennes Majestæts Foged och Det hele er ingenting; Tre Par (1886), Bettys Formynder (1887) samt Professoren (1888). Med 1891 upphörde Kiellands produktion, antagligen som följd av sjuklighet, ett hjärtfel. Mennesker og Dyr (1891) innehåller journalistiska småstycken och humoresker, Omkring Napoleon (1905) fick liten betydelse.
Kielland som hade kostsamma vanor levde under ekonomiska svårigheter. Ett förslag om diktararvode avslogs av venstrepartiet, vars mera kyrkligt betonade fraktion under ledning av Lars Oftedal vände sig mot Kiellands produktion som samhällsupplösande. 1889–1890 var Kielland redaktör för Stavanger Avis, 1891 blev han borgmästare i hemstaden och 1902 amtman i Romsdalen.
Flera av Kiellands brev har även getts ut efter hans död; Breve fra A. L. K. (2 band, 1907), Breve til hans datter (1909), Breve til hans søn (1910). Kiellands samlade skrifter har utgetts flera gånger, som den främsta har ansetts Samlede digterværker, utgivna av P. L. Stavnem (5 band, 1920).
Hemstaden Stavanger är en viktig spelplats i det mesta Kielland skrev. Han räknas som 1880-talets främste norska författare och nämns som en av de fyra stora jämsides Henrik Ibsen, Bjørnstjerne Bjørnson och Jonas Lie.

### Familj
Alexander Kielland var bror till Kitty Kielland och farbror till Jens Zetlitz Monrad Kielland.

## Bibliografi

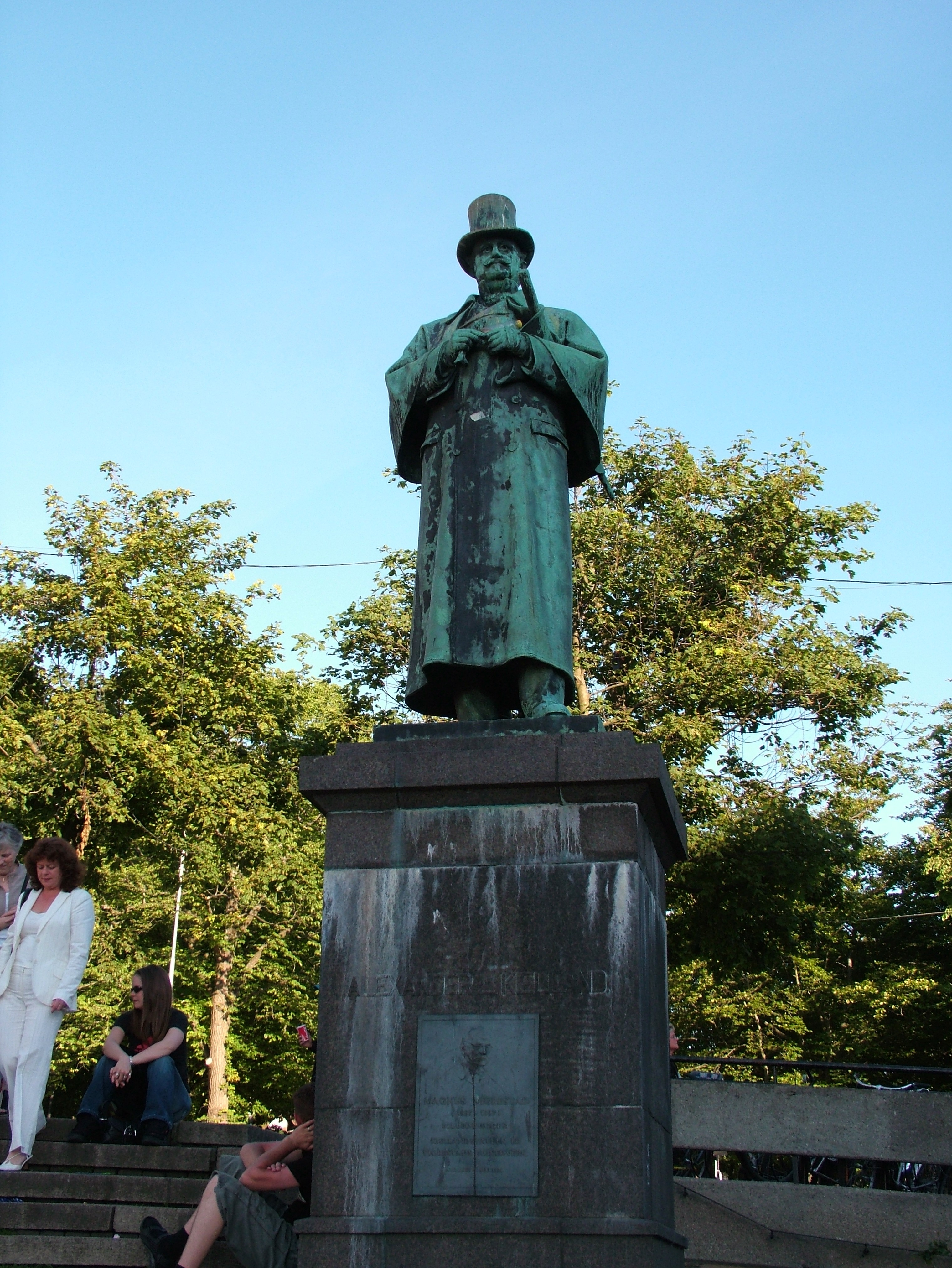
Staty av Kielland på torget i Stavanger.

## Filmatiseringar
- 1940 – Tørres Snørtevold
- 1947 – Sankt Hans fest
- 1968 – Skipper Worse (TV-serie)